# (215592) Normarose
(215592) Normarose est un astéroïde de la ceinture principale.

## Description
(215592) Normarose est un astéroïde de la ceinture principale. Il fut découvert le 3 août 2003 à Norma Rose par Jim Riffle et William Kwong Yu Yeung. Il présente une orbite caractérisée par un demi-grand axe de 2,69 UA, une excentricité de 0,08 et une inclinaison de 8,4° par rapport à l'écliptique.

## Compléments